# Pattonomys occasius
Pattonomys occasius é uma espécie de roedor da família Echimyidae.
Pode ser encontrada no Peru e Equador. Era assinalado ao gênero Makalata.